# 天堂金花蛇
天堂金花蛇（学名：Chrysopelea paradisi）是金花蛇屬的一种蛇。主要分布于东南亚。体长1.2米，善于攀爬。天堂金花蛇能够在树枝之间滑翔，最远可达100米。